# Companyia de Brabant

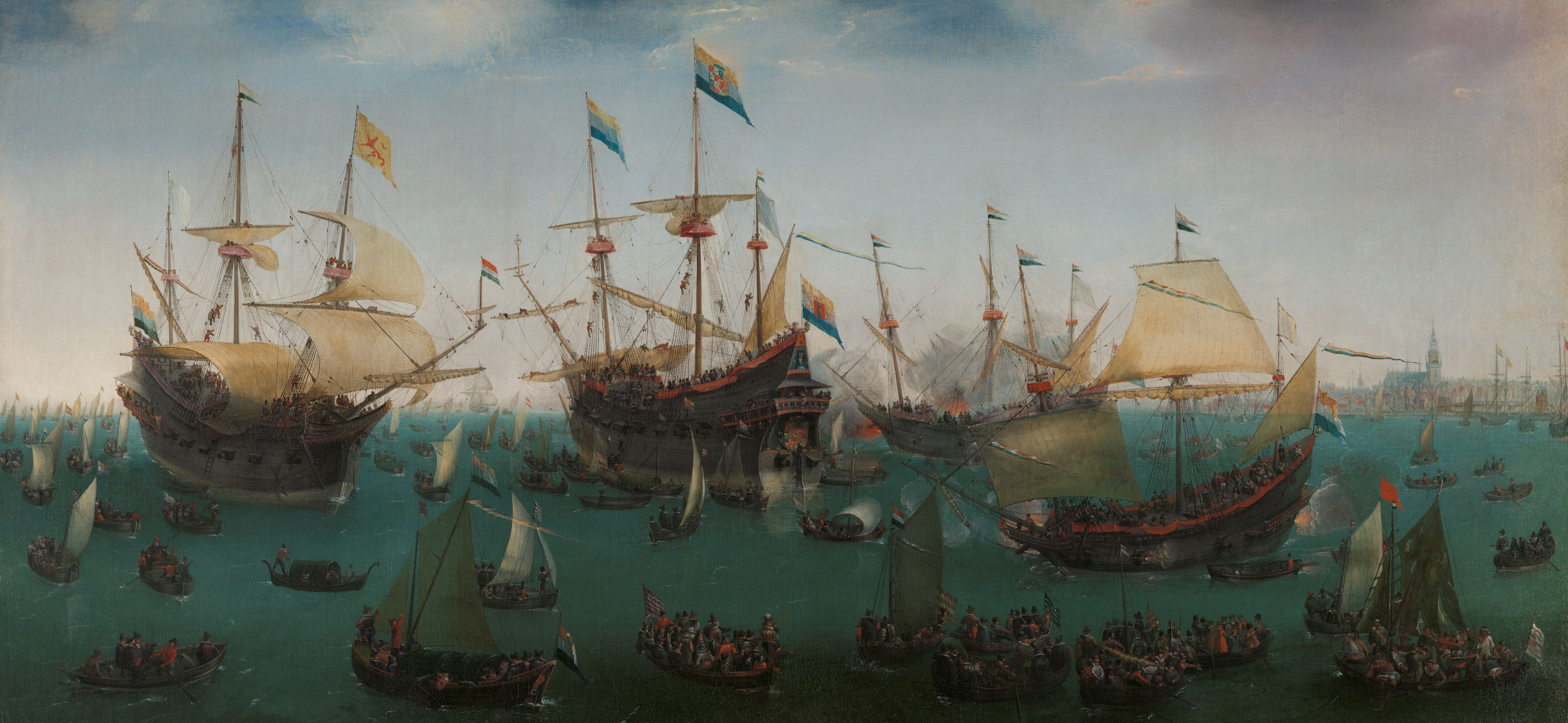
El retorn a Amsterdam de la segona expedició a les Índies Orientals, Hendrik Cornelisz Vroom, 1599

La Brabant Company (Holandès - Brabantsche Compagnie), també coneguda com Nieuwe Compagnie, va ser una precursora de la Companyia Holandesa de les Índies Orientals (VOC).
La companyia de Brabant va ser creada el 1599 per Jacques de Velaer, Isaac le Maire, Hans Hunger, Marcus de Vogelaer i Gerard Reynst. El 1600, la companyia de Brabant es va fusionar amb la Compagnie van Verre per formar la Vereenigde Compagnie van Amsterdam. Finalment, aquesta empresa i altres companyies de Rotterdam, Frísia Occidental i Zelanda es van fusionar a la VOC el 1602.